# Петар Хаджитонев
Пе́тар Хаджито́нев (болг. Петър Хаджитонев; народився 3 листопада 1987, Софія, Болгарія) — болгарський хокеїст, нападник. Виступав за «Славію» (Софія) в Болгарській хокейній лізі. У складі національної збірної Болгарії учасник чемпіонатів світу 2008 (дивізіон II), 2009 (дивізіон II) і 2010 (дивізіон II). У складі молодіжної збірної Болгарії учасник чемпіонатів світу 2005 (дивізіон III), 2006 (дивізіон III) і 2007 (дивізіон III). У складі юніорської збірної Болгарії учасник чемпіонатів світу 2004 (дивізіон III) і 2005 (дивізіон III).
Виступав за команди: «Славія» (Софія).

## Досягнення
- Чемпіон Болгарії: (2004, 2005, 2008, 2009, 2010 «Славія»);
- Володар Кубка Болгарії: (2003, 2004, 2008, 2009, «Славія»)